# أنقليس ثعباني برجي
أنقليس ثعباني برجي (الاسم العلمي: Brachysomophis umbonis) هو نوع من الأسماك، يتبع فصيلة الأنقليس الثعباني.